# Voloșîne, Luhînî
Voloșîne (în ucraineană Волошине) este un sat în comuna Cervona Voloka din raionul Luhînî, regiunea Jîtomîr, Ucraina.

## Demografie
Componența lingvistică a localității Voloșîne
     Ucraineană (99,42%)
     Alte limbi (0,58%)
Conform recensământului din 2001, majoritatea populației localității Voloșîne era vorbitoare de ucraineană (99,42%), existând în minoritate și vorbitori de alte limbi.